# 1844 au théâtre
| Années du théâtre : 1841 - 1842 - 1843 - 1844 - 1845 - 1846 - 1847    |
| Décennies du théâtre : 1810 - 1820 - 1830 - 1840 - 1850 - 1860 - 1870 |

## Pièces de théâtre représentées
- 12 février : première au Boston Museum (en) de The Drunkard, un mélodrame en 5 actes en faveur de la tempérance, qui rencontre un très grand succès[1].
- 30 juillet : première au Théâtre de la Porte-Saint-Martin de Don César de Bazan, un mélodrame en 5 actes mêlés de chant.
- 7 septembre : Calypso, vaudeville mythologique des Frères Cogniard, au théâtre de la Porte-Saint Martin
- 22 novembre : Iwan le Moujick, comédie-vaudeville des Frères Cogniard, au théâtre du Gymnase-Dramatique
- 23 novembre : première au Théâtre de la Porte-Saint-Martin de La Dame de Saint-Tropez d'Auguste Anicet-Bourgeois et Adolphe d'Ennery.
- 24 novembre : représentation extraordinaire de Lucrèce Borgia de Hugo à la Porte-Saint-Martin.

## Naissances
- 22 octobre : Sarah Bernhardt, actrice et artiste française, morte le 26 mars 1923.

## Décès
- 27 février : Anne-Adrien-Firmin Pillon-Duchemin, auteur dramatique français, né le 15 mai 1766.